# Абдус Салам
Абдус Салам (на урду: عبد السلام) е изтъкнат пакистански физик, носител на Нобелова награда за физика за 1979 г. Известен е с теорията за електрослабото взаимодействие, обединение на теориите за електромагнитното и слабото ядрено взаимодействие.

## Биография
Роден е на 29 януари 1926 година в Джанг, Пенджаб (тогава Британска Индия, днес Пакистан). На 14-годишна възраст получава най-високия резултат на приемния изпит в Университета на Пенджаб и става бакалавър по математика през 1944. Продължава с магистратура и през 1946 г. получава стипендия за колежа Сейнт Джон в Кеймбридж, където се представя като най-добър студент по математика и по физика за 1949 г. Получава наградата „Смитс“ на Кеймбриджкия университет за най-впечатляващо постижение на докторант. Получава докторска степен по теоретична физика в Лабораторията Кавендиш с работа върху квантовата електродинамика. При публикуването на докторската му дисертация през 1951 г. ученият вече се е сдобил със солидна международна репутация.
След няколко години в Пакистан, където става член на Академията на науките, се завръща в Кеймбридж през 1954 като професор по математика. От 1957 е професор в Импириъл Колидж, Лондон, и става един от основателите на катедрата по теоретична физика. Както в Кеймбридж, така и в Импириъл Колидж, под негово ръководство работят редица талантливи студенти, много от тях пакистанци. През 1959 г., на 33 години, става един от най-младите членове на Британското кралско научно дружество. През същата година работи в Принстън и се среща с Робърт Опенхаймер, с когото обсъждат теоретични въпроси на електродинамиката. Между 1960 и 1974 е съветник на президента на Пакистан по научните въпроси и има заслуга за поставянето на основите на космическата и ядрените програми на страната.
През 1964 г. Абдус Салам основава и оглавява Международния център по теоретична физика край Триест (на английски: International Centre for Theoretical Physics, ICTP), който днес носи неговото име.
През 1974 г. напуска Пакистан в знак на протест срещу конституционна промяна, която обявява ахмадите за немюсюлмани. В страната се надига религиозен екстремизъм, подкрепян от влиятелни военни среди и се създава силно настроение срещу ахмадите. В течение на десетилетия името на Салам дори не се споменава в учебниците.
Салам е първият пакистанец и първият мюсюлманин, получил Нобелова награда в научна област. Абдус Салам, Стивън Уайнбърг и Шелдън Глашоу достигат едновременно до теорията за електрослабото взаимодействие, за което си поделят Нобеловата награда за физика през 1979. Теорията им се потвърждава от експериментите, проведени в Super Proton Synchrotron в CERN, най-вече с откриването на W и Z бозоните.
Умира на 21 ноември 1996 г. в Оксфорд на 70-годишна възраст.
Абдус Салам получава признание в Пакистан едва десетилетия по-късно, когато през 2016 министър-председателят Наваз Шариф одобрява план за наименуването на факултет към Университета Quaid-e-Azam (на английски: Quaid-e-Azam University, QAU) на Център по физика „Абдус Салам“..